# Hoher Turm (Neckarbischofsheim)

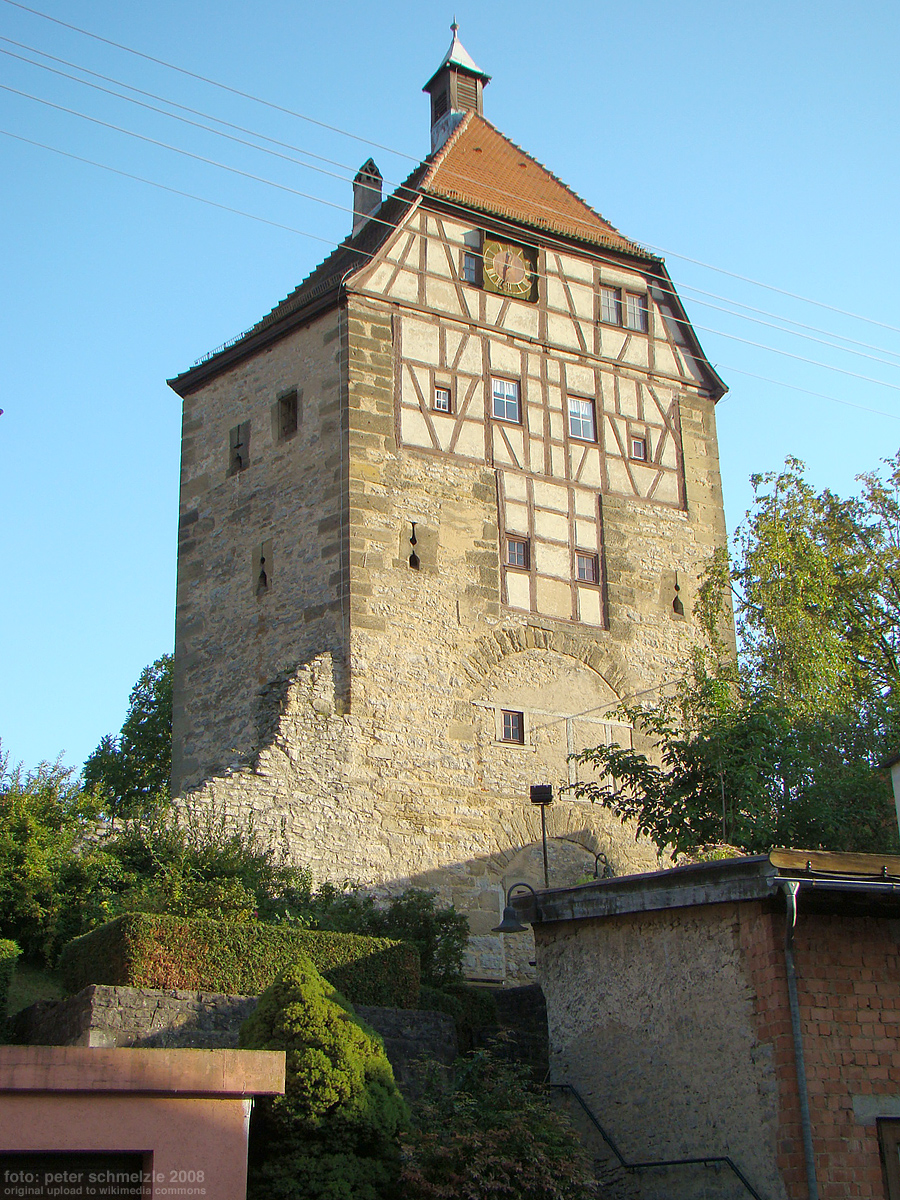
Hoher Turm in Neckarbischofsheim, Stadtseite

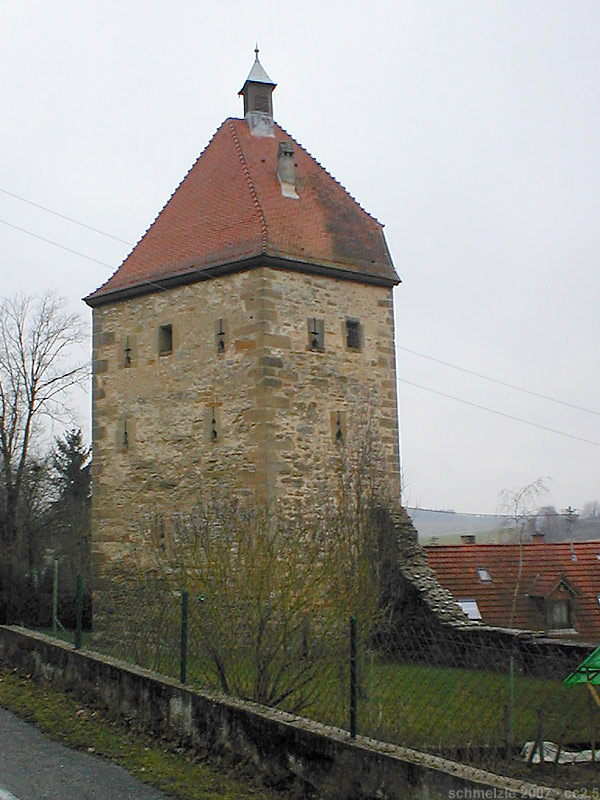
Hoher Turm, Bergseite

Der Hohe Turm in Neckarbischofsheim im Rhein-Neckar-Kreis im nördlichen Baden-Württemberg ist ein erhaltener Teil der mittelalterlichen Befestigung der Stadt. Der fünfeckige Wehrturm zählt zu den wenigen erhaltenen Wehrtürmen dieser Bauform in Deutschland und ist eines der Wahrzeichen der Stadt.

## Geschichte
Der Hohe Turm wurde im Zuge der zweiten Stadterweiterung von Neckarbischofsheim im Jahr 1448 im Süden der Stadt an der höchsten Stelle der Stadtmauer errichtet. Nur wenig westlich des Hohen Turms wies die Stadtmauer beim Schafhaus noch einen weiteren, jedoch kleineren fünfeckigen Wehrturm auf, dessen Überreste ebenfalls erhalten sind.
Der Hohe Turm hat einen unregelmäßigen fünfeckigen Grundriss, dessen Basis bündig mit der Stadtmauer war, während die Schrägseiten einen spitzen Winkel mit dieser bildeten. Zur südlich jenseits der Stadtmauer liegenden Bergseite hin war der 15 Meter hohe, zur Stadt hin offene und bis auf den oberen Wehrgang nicht überdachte Turm durch seine Winkel so ausgeformt, dass er ankommenden Kanonenkugeln möglichst wenig direkte Angriffsfläche bot, während von den Schießscharten des Turmes die gesamte Umgebung abgedeckt werden konnte. Das Erdgeschoss und der erste Stock des Turmes weisen jeweils nur zwei versetzte Schießscharten auf, der zweite Stock verfügt über sechs, der dritte Stock schließlich über sieben Schießscharten.
Da Neckarbischofsheim zur Zeit des Turmbaus Gesamteigentum der verzweigten Familie der Herren von Helmstatt war, wurden die Baukosten unter den Familienmitgliedern aufgeteilt. Die Nachfahren Hans’ I. († 1422) hatten 3/6 der Baukosten, die Nachfahren Weiprechts II. († 1421) hatten 2/6 und die Nachfahren Reinhards des Älteren († 1399) hatten 1/6 zu tragen.
Als in der Neuzeit Türme und Mauern keine große strategische Bedeutung mehr hatten, wurde der Hohe Turm spätestens Ende des 17. Jahrhunderts als Gefängnis genutzt. 1726 wurde die Stadtseite mit Mauerwerk und Fachwerk verschlossen und der Turm erhielt einen Dachaufbau mit Dachreiter. In das stadtseitige Fachwerk wurde im Dachstock ein Uhrwerk eingesetzt. Der Turm blieb bis weit ins 19. Jahrhundert Stadtgefängnis, noch beim Stadtbrand 1859 wird von zwei Gefangenen im Hohen Turm berichtet.
1909 wurde der Turm in der Beschreibung der Kunstdenkmäler der umliegenden Amtsbezirke als ein in seiner Art einziger,  hochbedeutsamer Überrest spätmittelalterlicher Befestigungskunst bezeichnet.
Im Hohen Turm befinden sich heute ein Heimatmuseum sowie das Schmitthennerstube genannte Klubheim des Odenwaldklubs.